# Pálffy de Erdőd
La famiglia Pálffy de Erdőd (nota anche come Pálffy von Erdöd in tedesco, Pálffy ab Erdöd in ungherese) è una famiglia aristocratica ungherese. Molti suoi membri occuparono posizioni di rilievo nella monarchia asburgica.

## Storia
Il nome ungherese Pálffy deriva dal termine latino Pauli filius (figlio di Paolo), dal nome appunto del primo antenato della famiglia noto. Erdőd è il nome ungherese per la città di Ardud, in Transilvania. Tra il XVII ed il XIX secolo, la famiglia fu proprietaria di diversi castelli e residenze: si dice che ne possedettero sino a 99 ma non 100 in quanto il raggiungimento di tale traguardo avrebbe comportato da parte loro un pesante contributo da versare per il sostentamento dell'esercito imperiale.
Lo stemma della famiglia consiste in un cervo sopra una ruota di legno, originatosi secondo la leggenda da un incidente accaduto appunto in una foresta ungherese. Il racconto narra che alcuni membri della famiglia Pálffy stavano viaggiando a bordo di una carrozza nella foresta di notte quando un cervo sbucò dagli alberi e colpì il fianco della carrozza, rompendo una ruota ma uccidendosi. Il gruppo decise di accamparsi sino alla mattina successiva di modo da poter poi riparare la ruota. Quando giunse la mattina, la famiglia si rese conto di come quell'incidente fosse stato provvidenziale alla loro salvezza dal momento che il cervo aveva fermato la carrozza proprio sull'orlo di un burrone. In suo onore, l'animale venne quindi posto nello stemma della famiglia.

## Baroni Pálffy de Erdőd (1581)
- 1581-1581 János, I barone con
  - 1581-1596 István, I barone con
  - 1581-1599 Miklós, I barone, creato conte nel 1599

## Conti del Sacro Romano Impero (1599) poi conti Pálffy de Erdőd (1634)
- 1599-1600 Miklós (1552-1600), I conte
- 1600-1646 István, II conte
- 1646-1679 Miklós, III conte
- 1679-1732 Miklós, IV conte
- 1732-1773 Miklós, V conte
- 1773-1807 Karl Joseph, VI conte, creato principe nel 1807

## Principi Pálffy de Erdőd (1807)
- 1807-1816 Károly József, I principe
- 1816-1827 József Ferenc de Paula, II principe
- 1827-1879 Antal Károly, III principe
- 1879-1935 Miklós Antal Mária, IV principe
- 1935-1947 László Max Henrik, V principe

## Principi Pálffy-Daun (1875)
La dinastia dei Pálffy-Daun si originò dal fatto che un ramo collaterale dei Pálffy, originatosi da Lipót , fratello di Miklós, V conte, nella persona di Ferdinánd, ereditò dalla famiglia von Daun il titolo ed i possedimenti, dando origine ad un ramo parallelo della casata che, attualmente, è l'unico fiorente. I Pálffy-Daun ereditarono dai von Daun anche il titolo di principe di Teano, nel Regno di Napoli, di cui era stato insignito per primo il feldmaresciallo Wirich Philipp von Daun nel 1710.
- 1875-1900 Ferdinánd Lipót, I conte Pálffy-Daun, principe di Teano
- 1900-1907 Vilmos Vince, II conte Pálffy-Daun, principe di Teano
- 1907-1916 Vilmos Mária, III conte Pálffy-Daun, principe di Teano
- 1916-1963 József Vilmos, IV conte Pálffy-Daun, principe di Teano
- 1963-? Herbert Károly, V conte Pálffy-Daun, principe di Teano

## Altri membri notabili
- Pál Pálffy ab Erdöd (1592-1653), palatino d'Ungheria, cavaliere del Toson d'Oro
- Miklós VI Pálffy ab Erdöd (1657/67-1732), feldmaresciallo e palatino d'Ungheria, cavaliere del Toson d'Oro
- János Pálffy ab Erdöd (1664-1751), feldmaresciallo, cavaliere del Toson d'Oro
- contessa Maria Augustina Pálffy ab Erdöd (1714-1759), madre dei conti Joseph Kinsky e Franz Joseph Kinsky
- Leopold Pálffy-Daun von Erdöd (1716-1773), feldmaresciallo
- conte Karl Joseph Pálffy de Erdőd (1735-1816), cavaliere del Toson d'Oro, principe dal 1807
- conte Ferdinánd Pálffy von Erdöd (1774-1840), ingegnere minerario dell'impero austriaco
- conte Fidelius Pálffy ab Erdöd (1788-1864), cavaliere del Toson d'Oro
- Alajos Pálffy ab Erdöd (1801-1876), generale
- conte Moritz Pálffy ab Erdöd (1812-1897), cavaliere del Toson d'Oro
- conte Fidél Pálffy ab Erdőd (1895-1946), politico ungherese